# مارکاپور
مارکاپور (به انگلیسی: Markapur) یک منطقهٔ مسکونی در هند است که در Markapur mandal واقع شده‌است. مارکاپور ۲۸٫۷۷ کیلومتر مربع مساحت و ۱٬۰۲٬۰۰۰ نفر جمعیت دارد و ۱۴۵ متر بالاتر از سطح دریا واقع شده‌است.